# Hồi tràng

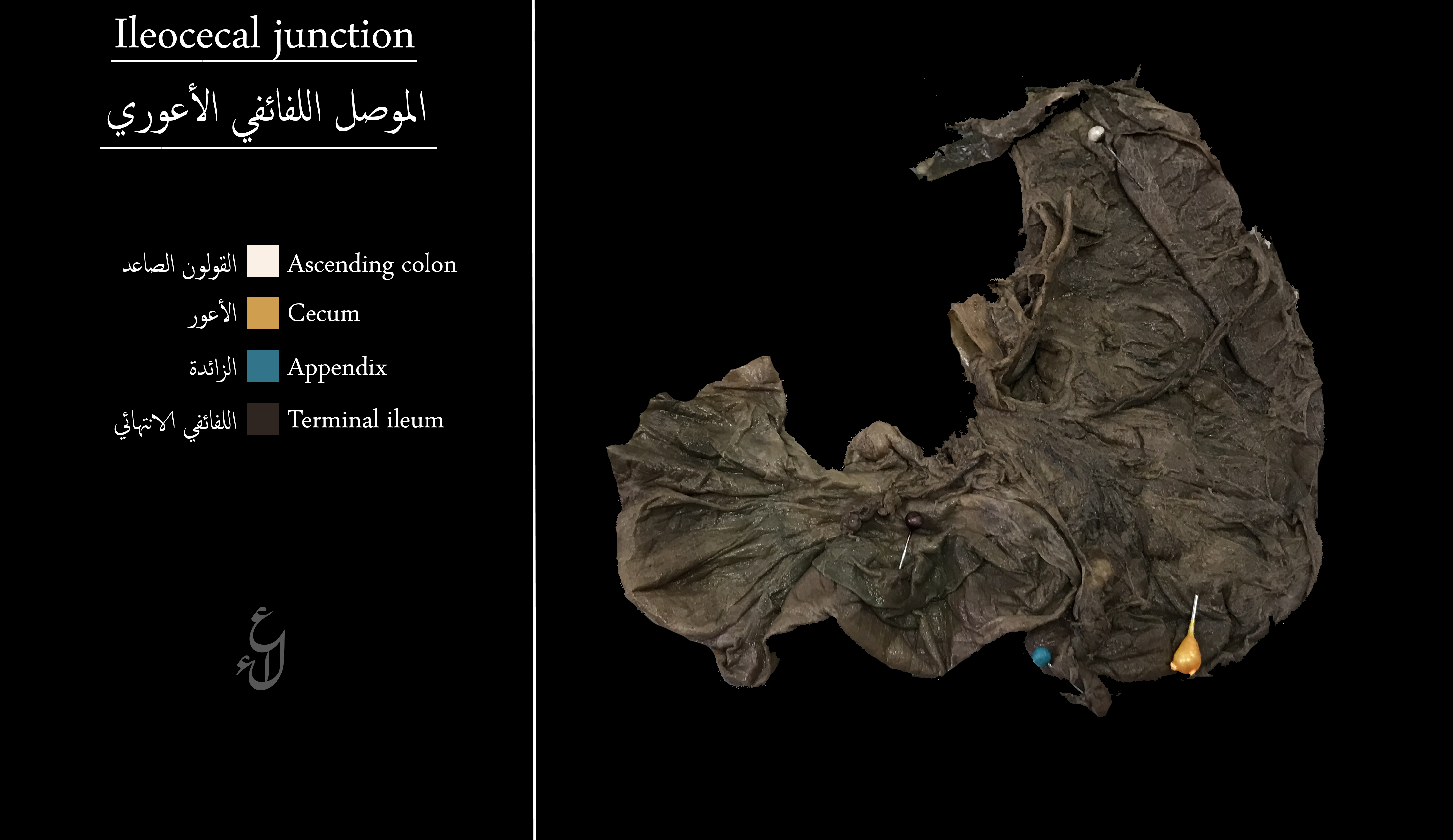
Góc hồi manh tràng (hồi tràng ở cuối có màu nâu)

Hồi tràng (tiếng Latinh: ile, ileum, ruột) là đoạn cuối của ruột non trong hầu hết động vật có màng ối, bao gồm động vật có vú, bò sát, và chim. Ở cá, sự phân chia ở ruột non không rõ ràng và những thuật ngữ posterior intestine (ruột sau) hay distal intestine (ruột ngoại biên) có thể được dùng để thay cho hồi tràng. Chức năng chính của nó là hấp thụ vitamin B12, axit mật, và bất kì sản phẩm nào của sự tiêu hóa mà chưa được hỗng tràng (jejunum) hấp thụ.
Hồi tràng nối tiếp sau tá tràng và hỗng tràng và được tách biệt với manh tràng bằng van hồi manh tràng (ICV). Ở người, hồi tràng dài khoảng 2–4 m, và độ pH thường giữa 7 và 8 (trung hòa hoặc hơi kiềm).

## Cấu trúc
Hồi tràng là phần thứ ba và là phần cuối cùng của ruột non. Nó nối tiếp hỗng tràng và kết thúc ở góc hồi manh tràng, là nơi đoạn cuối cùng của hồi tràng nối với manh tràng của ruột già thông qua van hồi manh tràng. Hồi tràng cùng với hỗng tràng được treo bên trong mạc treo ruột non, một hệ thống phúc mạc mang mạch máu cung cấp cho chúng (động mạch và tĩnh mạch mạc treo tràng trên), mạch bạch huyết và dây thần kinh.
Không có đường ranh giới giữa hỗng tràng và hồi tràng. Tuy nhiên, có những khác biệt tinh vi giữa chúng:
- Hồi tràng có nhiều mỡ ở mạc treo hơn hỗng tràng.
- Đường kính ống của nó nhỏ hơn và có thành mỏng hơn so với hỗng tràng.
- Các nếp van tràng của hồi tràng nhỏ hơn và không có ở đoạn cuối.
- Trong khi đường tiêu hóa có chứa mô mạch huyết, chỉ có hồi tràng có nhiều mảng Peyer, các hạch bạch huyết hở chứa một lượng lớn bạch huyết bào và những tế bào khác của hệ miễn dịch.

### Mô học
Thành của hồi tràng có bốn lớp như trong đường dạ dày-ruột của người. Từ trong ra ngoài, gồm::589
- Một niêm mạc, được tạo thành từ ba lớp khác nhau:
  - Một lớp các tế bào cao tạo thành đường lòng ống của ruột. Biểu mô tạo thành phần trong cùng của niêm mạc có năm loại tế bào riêng biệt phục vụ các mục đích khác nhau, gồm: các tế bào ruột (enterocyte) với vi nhung mao, tiêu hóa và hấp thụ dưỡng chất; các tế bào hình đài tiết ra mucin (chất nhầy), một hợp chất để bôi trơn thành ruột; các tế bào Paneth, phổ biến nhất ở đoạn cuối của hồi tràng, chỉ được tìm thấy ở đáy của các tuyến ruột và giải phóng các chất kháng vi sinh chẳng hạn như alpha defensin và lysozyme;[6] các tế bào M tiếp nhận và vận chuyển các kháng nguyên từ lòng ống đến các tế bào bạch huyết của lớp đệm niêm mạc; và các tế bào nội tiết (tế bào enteroendocrine) tiết các hormone.
  - Một lớp đệm niêm mạc ở dưới tạo thành bởi mô liên kết thưa và chứa những tâm phôi và mảng lớn tập hợp các mô bạch huyết gọi là mảng Peyer, đây là điểm riêng biệt của hồi tràng.[5]:589
  - Một lớp cơ trơn mỏng gọi là lớp cơ niêm (muscularis mucosae).
- Một lớp dưới niêm mạc cấu tạo bởi mô liên kết đặc không định hướng chứa các mạch máu lớn hơn và một tổ chức thần kinh gọi là đám rối thần kinh dưới niêm mạc ruột, là một phần của hệ thần kinh ruột.
- Một lớp cơ bên ngoài cấu tạo bởi hai lớp cơ trơn được sắp xếp thành bó tròn bên trong và bó dọc ở ngoài. Giữa hai lớp là đám rối thần kinh cơ ruột cấu tạo từ mô thần kinh và cũng là một phần của hệ thần kinh ruột.
- Một lớp màng thanh dịch (thanh mạc) được cấu tạo từ trung biểu mô, là một lớp biểu mô dẹt đơn với số lượng mô liên kết và mô mỡ nền tảng khác nhau. Lớp này đại diện cho phúc mạc nội tạng và nối tiếp với mạc treo ruột non.

Cấu trúc chung của thành ruột. Các tuyến Brunner không có ở hồi tràng, nhưng là đặc điểm riêng biệt của tá tràng.
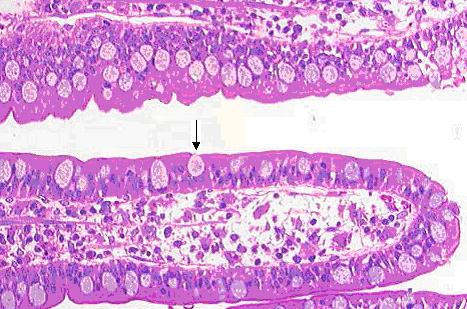
Các tế bào hình đài ở thành của một vi nhung mao của hồi tràng. Cạnh bên, các tế bào ruột (enterocyte) có thể nhìn thấy trên một lõi lớp đệm niêm mạc.
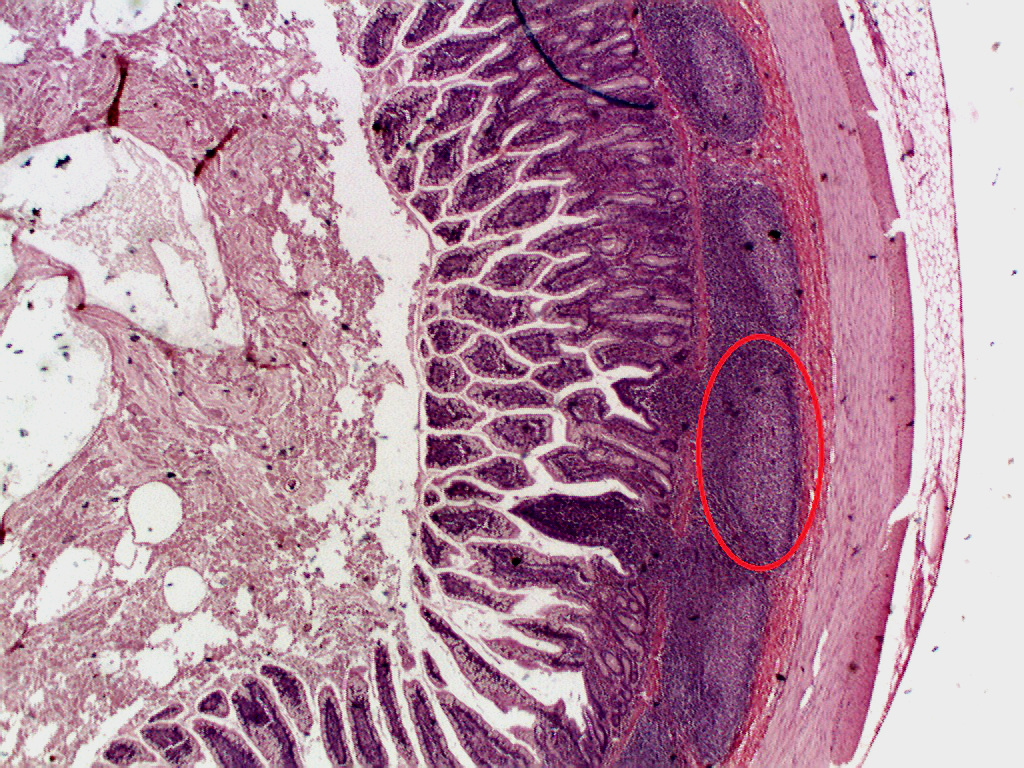
Mặt cắt ngang của hồi tràng với mảng Peyer bao quanh.

## Ý nghĩa lâm sàng
Hồi tràng đóng vài trò quan trọng trong y học bởi vì nó có thể bị ảnh hưởng do một số bệnh, bao gồm:
- Bệnh Crohn
- Bệnh lao
- Lymphoma
- U thần kinh nội tiết (carcinoid)